# Bosmierspringspin
De bosmierspringspin (Myrmarachne formicaria) is een spin uit de familie der springspinnen die voorkomt in het westelijke Palearctisch gebied, inclusief België en Nederland. De soort is ook geïntroduceerd in de VS.
Beide geslachten worden 5 tot 6,5 mm groot. Het kopborststuk is oranjebruin. Het kopgedeelte is zwart en sterk verhoogd. Het achterlijf is geel tot oranjebruin, aan de achterkant zwart. Op de metatarsus van het eerste paar poten zit een zwarte band. De platte kaken van het mannetje steken bij horizontaal naar voren. De spin kan men het hele jaar door op warme boomgaarden vinden. De bosmierspringspin heeft het uiterlijk en de beweging van mieren en leeft er zelfs mee samen. Het is onduidelijk of ze ook op mieren jagen.
De bosmierspringspin werd door een meerderheid van Europese spinnendeskundigen uitgeroepen tot spin van het jaar 2019.